# Alexander Hamilton U.S. Custom House
La Alexander Hamilton US Custom House (lit. Aduana Estadounidense Alexander Hamilton) es un edificio del gobierno y antigua aduana en 1 Bowling Green, cerca del extremo sur de Manhattan en la ciudad de Nueva York (Estados Unidos). Diseñado por Cass Gilbert en estilo Beaux-Arts, fue erigido entre 1902 y 1907 como sede de las operaciones de recaudación de impuestos del Puerto de Nueva York. El edificio tiene el museo del Centro George Gustav Heye, el Tribunal de Quiebras de los Estados Unidos para el Distrito Sur de Nueva York y las oficinas de los Archivos Nacionales. La fachada y parte del interior son monumentos designados por la ciudad de Nueva York, y el edificio es un Monumento Histórico Nacional que figura en el Registro Nacional de Lugares Históricos (NRHP). El edificio también es una propiedad que contribuye al distrito histórico de Wall Street, que figura en el NRHP.
Custom House es una estructura de acero de siete pisos con una fachada de piedra e interiores elaborados. El exterior está decorado con motivos náuticos, así como con esculturas de doce artistas. Los pisos segundo a cuarto tienen columnatas con columnas corintias. La entrada principal consta de una gran escalera flanqueada por Cuatro Continentes, un conjunto de cuatro estatuas de Daniel Chester French. El vestíbulo de entrada del segundo piso conduce a un vestíbulo transversal, así como a una rotonda y oficinas. La rotonda incluye una claraboya y murales en el techo de Reginald Marsh. La planta baja tiene espacio para museos y muelles de carga, mientras que los pisos superiores incluyen oficinas.
La Aduana se propuso en 1889 como reemplazo de la anterior Aduana de Nueva York en 55 Wall Street. Debido a varios desacuerdos, la Aduana de Bowling Green no fue aprobada hasta 1899; Gilbert fue seleccionado como arquitecto tras un concurso. El edificio se inauguró en 1907 y los murales de la rotonda se agregaron en 1938 durante un proyecto de Works Progress Administration. El Servicio de Aduanas de los Estados Unidos se mudó del edificio en 1974 y permaneció vacante durante más de una década hasta las renovaciones a fines de la década de 1980. La Aduana cambió de nombre en 1990 para conmemorar a Alexander Hamilton, uno de los padres fundadores de los Estados Unidos y su primer Secretario del Tesoro. El Centro George Gustav Heye, una sucursal del Museo Nacional de los Indios Americanos, abrió en el edificio en 1994.

## Sitio
La Alexander Hamilton US Custom House ocupa una parcela trapezoidal delimitada por Bowling Green al norte, Whitehall Street al este, Bridge Street al sur y State Street al este. Las elevaciones de Whitehall Street y State Street son 91 m ancho; la elevación principal en Bowling Green es de 61 m; y la elevación trasera en Bridge Street es de 88 m. Los edificios cercanos incluyen el International Mercantile Marine Company Building y el Bowling Green Offices Building al noroeste, 26 Broadway al noreste, 2 Broadway al este y One Battery Park Plaza al sur.
Hay entradas a dos estaciones de metro de Nueva York en sus inmediaciones. La de la estación de South Ferry–Calle Whitehall está al lado este del edificio, y la de la Bowling Green, al norte. El edificio ocupa el sitio de Fort Amsterdam, construido por la Compañía Holandesa de las Indias Occidentales para defender sus operaciones en el valle de Hudson. La colonia holandesa de Nueva Ámsterdam, precursora de la actual ciudad de Nueva York, se desarrolló alrededor del fuerte. Bowling Green, inmediatamente al norte, es el parque más antiguo de Nueva York.

## Arquitectura

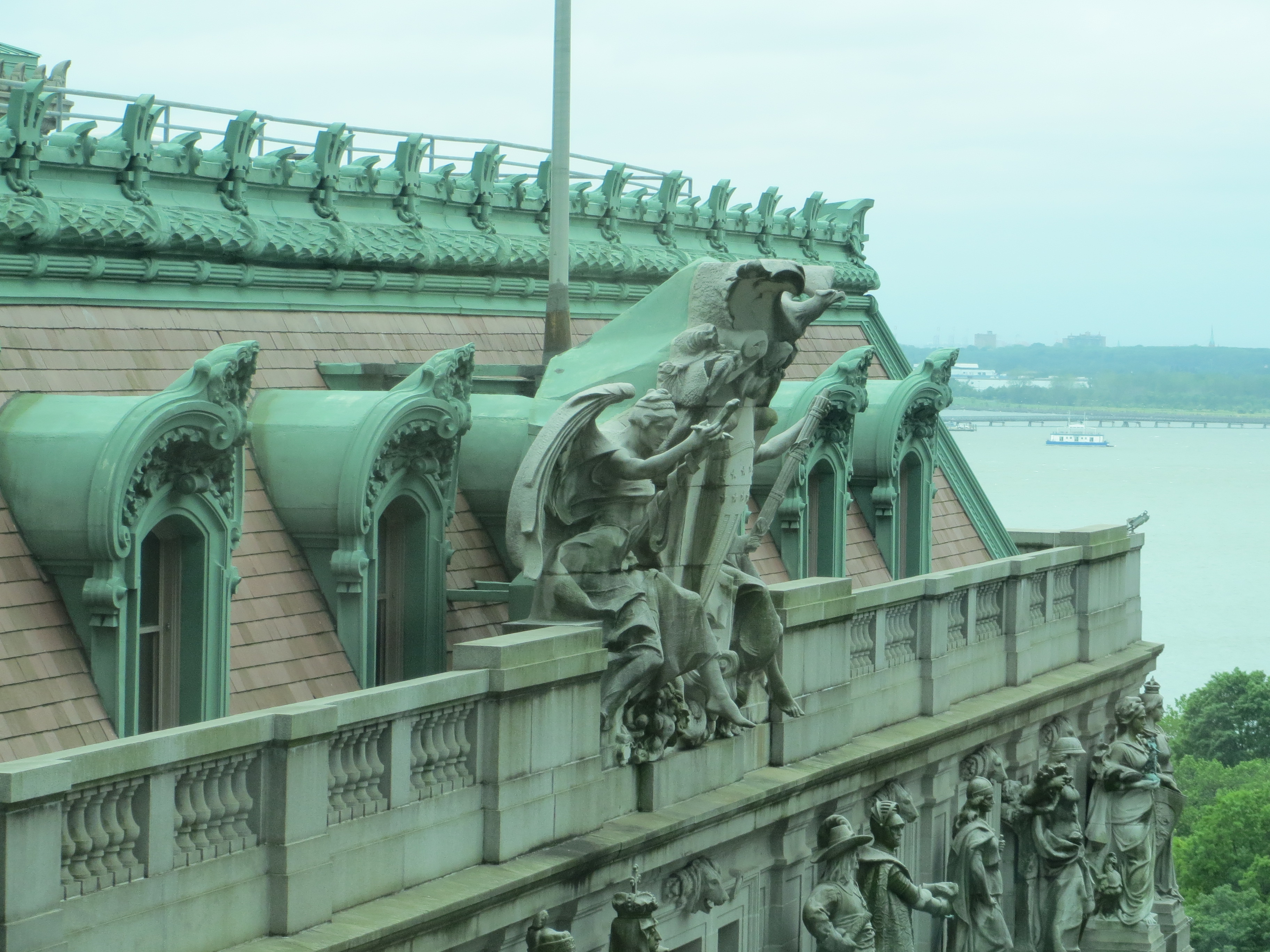
Detalle del techo

La Alexander Hamilton US Custom House tiene siete pisos de altura con una fachada de piedra y un marco interior de acero. Fue diseñado por Cass Gilbert en estilo Beaux-Arts. El diseño es similar al de las aduanas anteriores en Nueva York, a saber, el Federal Hall de Ithiel Town en 26 Wall Street y el edificio Merchants' Exchange de Isaiah Rogers en 55 Wall Street.
El diseño del edificio incorpora los principios de planificación del movimiento Beaux Arts y City Beautiful, que combinan arquitectura, ingeniería y bellas artes. Gilbert había escrito en 1900 sobre sus planes para un amplio programa decorativo in situ, que "ilustraría el comercio de los tiempos antiguos y modernos, tanto por tierra como por mar". Esculturas, pinturas y decoraciones de artistas conocidos de la época, como Daniel Chester French, Karl Bitter, Louis Saint-Gaudens y Albert Jaegers, embellecen varias partes del interior y el exterior.

### Fachada
A diferencia de la mayoría de las aduanas, que dan al paseo marítimo, la aduana de Alexander Hamilton está orientada hacia el interior, hacia Bowling Green. Todo el exterior está decorado con motivos náuticos como delfines y olas, intercalados con iconos clásicos como hojas de acanto y urnas.
La fachada del primer piso está compuesta de bloques rústicos y mide 6 m de alto. Hay seis entradas al edificio. La principal está en el costado norte, donde una amplia escalera conduce al segundo piso. Debajo del arco de la entrada principal hay una talla de las armas municipales de Nueva York. La clave en la parte superior del arco representa la cabeza de Columbia, la personificación femenina de los Estados Unidos, y fue diseñada por Vicenzo Albani. Andrew O'Connor creó un cartela para el espacio sobre la entrada principal. El dintel sobre la entrada principal, extraído de una cantera en Maine, pesaba 45 t y medía 9,1 por 2,4 m
Los pisos segundo a cuarto tienen columnas adosadas en estilo corintio; algunas están emparejadas mientras que las otras son simples. Hay 44 columnas en total: doce en las elevaciones norte, este y oeste y ocho en la elevación sur. El segundo piso es el piano nobile; las ventanas de este piso están flanqueadas por ménsulas y rematadas por frontones cerrados, con cabezas talladas encima de ellos (ver § esculturas). Las ventanas del tercer y cuarto piso, por el contrario, están decoradas con menos adornos; esto era normal en los edificios Beaux-Arts, que generalmente tenían más detalles en los niveles inferiores más visibles. Los dinteles sobre las ventanas del tercer piso están decorados con motivos ondulados, mientras que los del cuarto representan conchas. La parte central de la fachada de Bridge Street llega solo hasta el tercer piso.
La fachada del quinto piso consta de un entablamento de piso completo con un friso y ventanas rectangulares cortas. El sexto piso está directamente encima de este, mientras que el séptimo piso consiste en un techo abuhardillado de pizarra roja con ventanas abuhardilladas y crestas de cobre. El techo abuhardillado es extremadamente empinado, lo que permite que el ático del séptimo piso se diseñe como un piso completo de espacio utilizable.

#### Esculturas
Se contrató a doce escultores para crear los grupos de figuras en el exterior. La obra principal que flanquea los escalones de la entrada, los Cuatro Continentes, fue contratada por Daniel Chester French, quien diseñó las esculturas con su socio Adolph A. Weinman. La obra fue realizada en mármol y esculpida por los hermanos Piccirilli; cada grupo escultórico costó 13 500 dólares (unos 281 003 dólares en 2020). De este a oeste, las estatuas representan personificaciones más grandes que el tamaño natural de Asia, América, Europa y África. La figura principal de cada grupo es una mujer y está flanqueada por figuras humanas más pequeñas. Además, la figura de Asia está emparejada con un tigre y la figura de África está emparejada con un león.

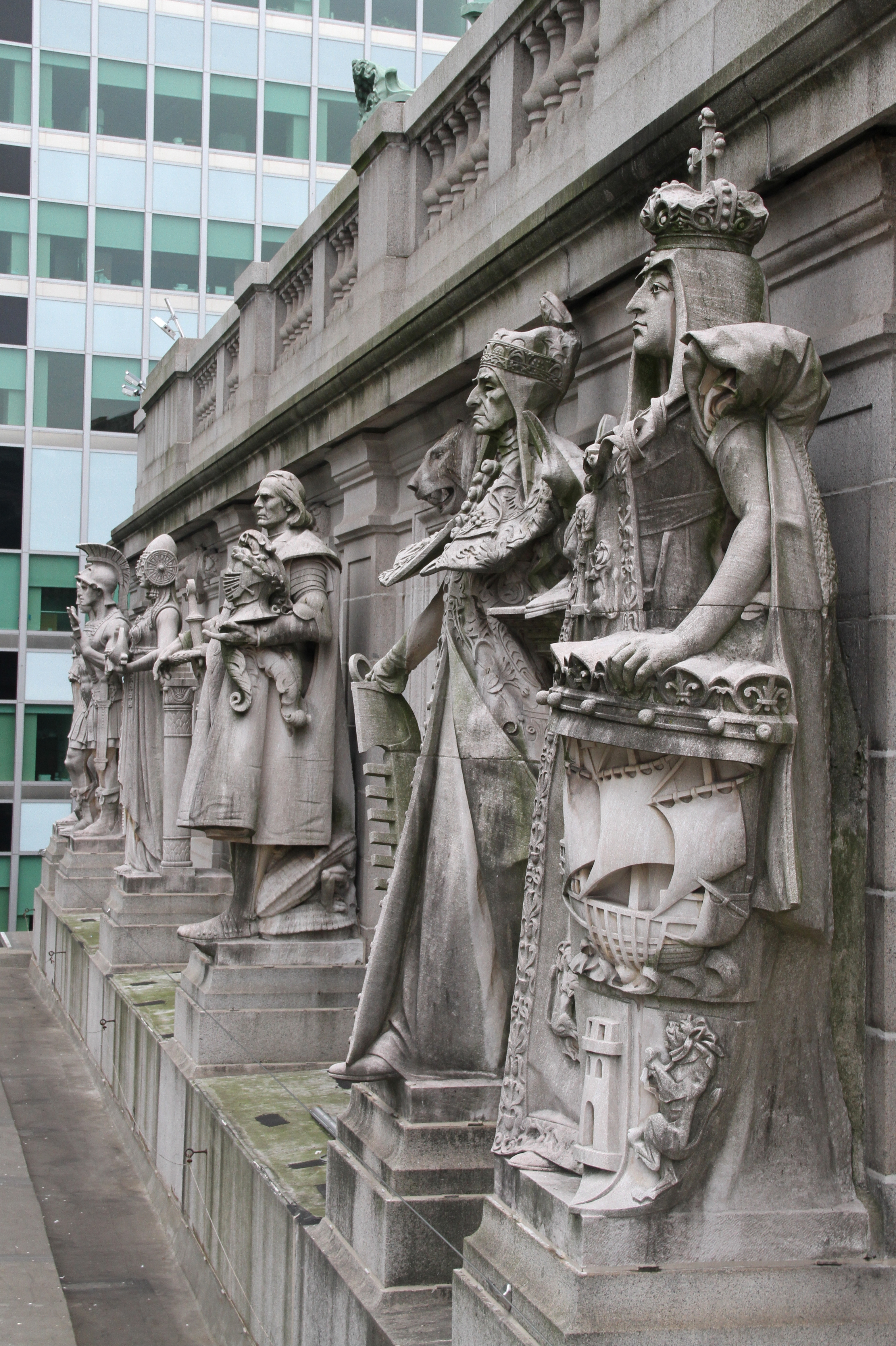
Esculturas de naciones marineras

Los capiteles de cada una de las 44 columnas están decorados con cabezas talladas que representan a Hermes, el dios griego del comercio. Las ventanas de la fachada principal están rematadas por ocho claves, que tienen cabezas talladas con representaciones de ocho grupos humanas. Una fuente describió las piedras angulares como representantes de "caucásicos, hindúes, latinos, celtas y mongoles, italianos, africanos, esquimales e incluso el Coureur de Bois".
Sobre la cornisa principal hay un grupo de esculturas de pie que personifican naciones marineras. Hay doce estatuas de este tipo, que representan centros comerciales a lo largo de la historia antigua y moderna. Cada escultura mide 3 m de altura y pesa 18 t. Estas están dispuestas en secuencia cronológica de este a oeste, o de izquierda a derecha, como se ve directamente desde el frente del edificio. Las esculturas más orientales son de la antigua Grecia y Roma, mientras que las más occidentales son de los imperios francés y británico más recientes. Para este trabajo se encargó a ocho escultores. Una de estas esculturas, Germania de Albert Jaegers, fue modificada en 1918 para mostrar insignias belgas en lugar de insignias alemanas. Bitter creó una cartela con el sello de los Estados Unidos para el techo.

### Interior
Un vestíbulo de entrada con bóveda de cañón, sostenido por columnas de mármol y decorado con mosaicos multicolores, se encuentra justo dentro de la entrada. Detrás de las puertas de bronce hay un pasaje al Gran Salón. En el centro del edificio hay una rotonda de doble altura, que se eleva hasta el tercer piso. Escaleras, de mármol con pasamanos de hierro, conectan los espacios interiores. Hay cuatro grupos de ascensores en cada esquina; los del suroeste y sureste tienen dos ascensores cada uno, mientras que los del noroeste y noreste tienen tres ascensores cada uno y eran originalmente jaulas abiertas, pero fueron reemplazadas por cabinas cerradas en 1935.
Debido a que la apropiación original tenía un alcance limitado, los elementos decorativos en la construcción inicial se limitaron a varias salas importantes, incluidas las rotondas, los pasillos, el vestíbulo y la oficina del recaudador. Estos espacios tenían paredes de mármol en múltiples tonalidades, mientras que se colocaron motivos náuticos en numerosos lugares.

#### Segunda planta
El techo del segundo piso es generalmente de 7 m de alto. Consiste en los antiguos espacios de oficinas en la parte delantera y trasera, el vestíbulo transversal y la rotonda. Gilbert planeó el interior de la Aduana de modo que "todas las entradas, pasillos, escaleras y pasajes [fueran] dispuestos en las líneas axiales más directas y simples". El espacio del segundo piso, incluidas las antiguas oficinas, está ocupado casi en su totalidad por el Centro Heye del Museo Nacional del Indio Americano.

##### Vestíbulo transversal
El vestíbulo transversal cruza el extremo norte del segundo piso, de oeste a este. En general, las oficinas más importantes se ubicaron al norte del vestíbulo, mientras que las divisiones que se ocupaban del trabajo más rutinario se relegaron al sur. Tras la conversión del segundo piso en el Centro Heye, las antiguas oficinas traseras han sido ocupadas por varias galerías de exhibición, mientras que las oficinas delanteras albergan la tienda del museo y un futuro espacio de cafetería.
Arcos de membrana dividen el vestíbulo en cinco tramos. Los pisos están decorados con patrones de mosaico de mármol. Un entablamento recorre la parte superior del vestíbulo, con galerías en el tercer piso. Hay dos puertas en las paredes, cada una rematada por arquitrabes tallados con símbolos náuticos. Las puertas del vestíbulo a las antiguas oficinas son de roble barnizado y cristal punteado. En el centro del vestíbulo hay un vestíbulo de tres tramos de ancho con un par de arcos de medio punto al norte y al sur, que se complementan con columnas de mármol verde de estilo dórico con capiteles blancos. Los tramos del vestíbulo están separados por pilares de mármol. Tres linternas de bronce están suspendidas del techo abovedado, colgando sobre un disco de mármol rojo en el suelo. Elmer E. Garnsey diseñó murales para el techo.
Escaleras semicirculares, con barandales de bronce y peldaños de mármol, flanquean el vestíbulo. Las escaleras no tienen estructuras de soporte metálicas y están compuestas íntegramente por tejas planas de barro cocido. Debajo de cada escalera hay arcos tabicados, que conectan cada rellano. Las escaleras suben al séptimo piso, que tiene una claraboya que pretende evocar el diseño de la cabina de un barco. Solo la escalera occidental entre el primer y segundo piso está abierta al público. Las puertas del ascensor en el vestíbulo están rematadas por rejillas de popa de bronce que representan una carabela o un velero.

##### Oficinas y rotonda
La oficina del recaudador está en la esquina noroeste del segundo piso. La oficina tiene elaborados pisos de madera y revestimientos de madera de roble diseñados por Tiffany Studios. Garnsey pintó diez pinturas al óleo, que están instaladas sobre el revestimiento de madera. Cada cuadro está rodeado por un marco dorado y representa un puerto holandés o inglés en el Nuevo Mundo. La oficina también incluía una repisa de chimenea de piedra con una placa que hacía referencia a Fort Amsterdam y la Casa de Gobierno, que habían ocupado previamente el sitio de la Aduana. El artesonado de yeso tiene decoraciones molduradas, incluido un motivo del monograma del recaudador. Catorce artefactos de iluminación, cubiertos con pan de oro, cuelgan del techo. Normalmente está cerrado al público pero se puede alquilar para eventos.
La oficina del administrador se encuentra junto a la oficina del recaudador y está decorada con paredes de yeso liso, rematadas por una cornisa de orden jónico. La esquina noreste tenía la oficina del cajero, que tenía una encimera de mármol blanco con una pantalla de bronce. La mitad sur de la sala del cajero tiene paredes de mármol blanco y originalmente era donde los miembros del público realizaban sus transacciones. La mitad norte, donde trabajaban los propios cajeros, tiene paredes de yeso. El techo de yesería ornamentado está decorado para parecerse a las "vigas en caja" del Renacimiento, mientras que el piso de mármol tiene un borde geométrico. La antigua oficina del cajero se ha incorporado a la tienda del museo del Centro Heye.

La rotonda elíptica, dentro del patio interior del edificio, mide 25,9 por 41,1 m y sube al tercer piso. Las paredes y los pisos están compuestos por baldosas geométricas de mármol en varios tonos. El techo es autoportante, sin estructura metálica interior, utilizando el sistema de arco de teja Guastavino creado por el arquitecto español Rafael Guastavino. Consta de numerosas capas de tejas ignífugas,  cada una de las cuales mide 15,2 x 30,5 cm y tiene un grosor de 3 cm. Las tejas y las capas se unen con cemento Portland. El centro del techo está ocupado por una claraboya ovalada de 127 t. La parte inferior del techo tiene ocho paneles trapezoidales, así como ocho paneles largos y estrechos entre ellos. Los paneles tienen murales al fresco-secco, que Reginald Marsh pintó en 1937 con la ayuda de ocho asistentes.  Los murales más grandes representan la actividad marítima en el Puerto de Nueva York y Nueva Jersey, mientras que los murales más pequeños representan exploradores notables del Nuevo Mundo y el Puerto de Nueva York. La rotonda se puede alquilar para eventos especiales.

Murales de la rotonda
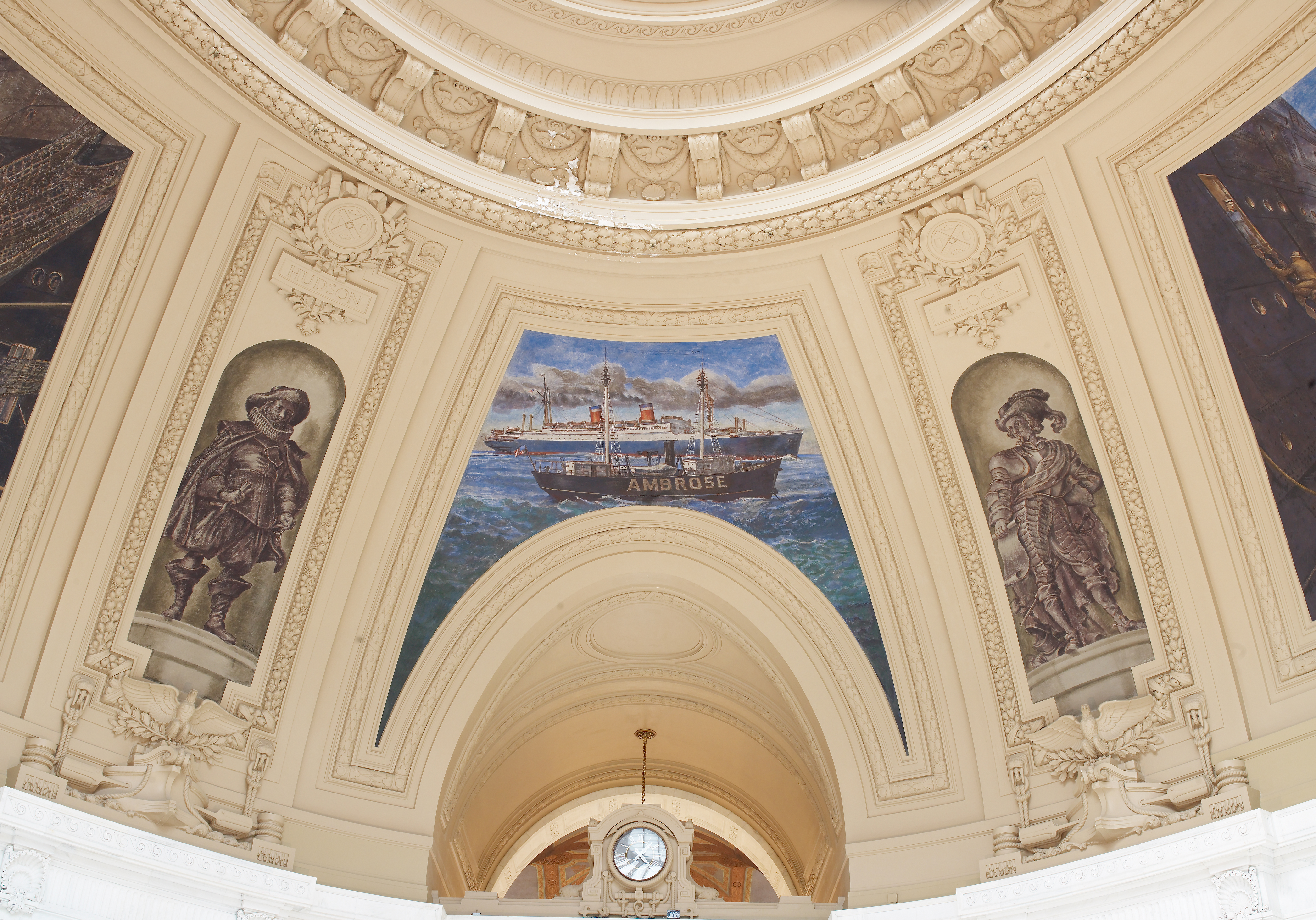
From left: Explorer Hudson, SS Washington Passing Ambrose Lightship, Explorer Block
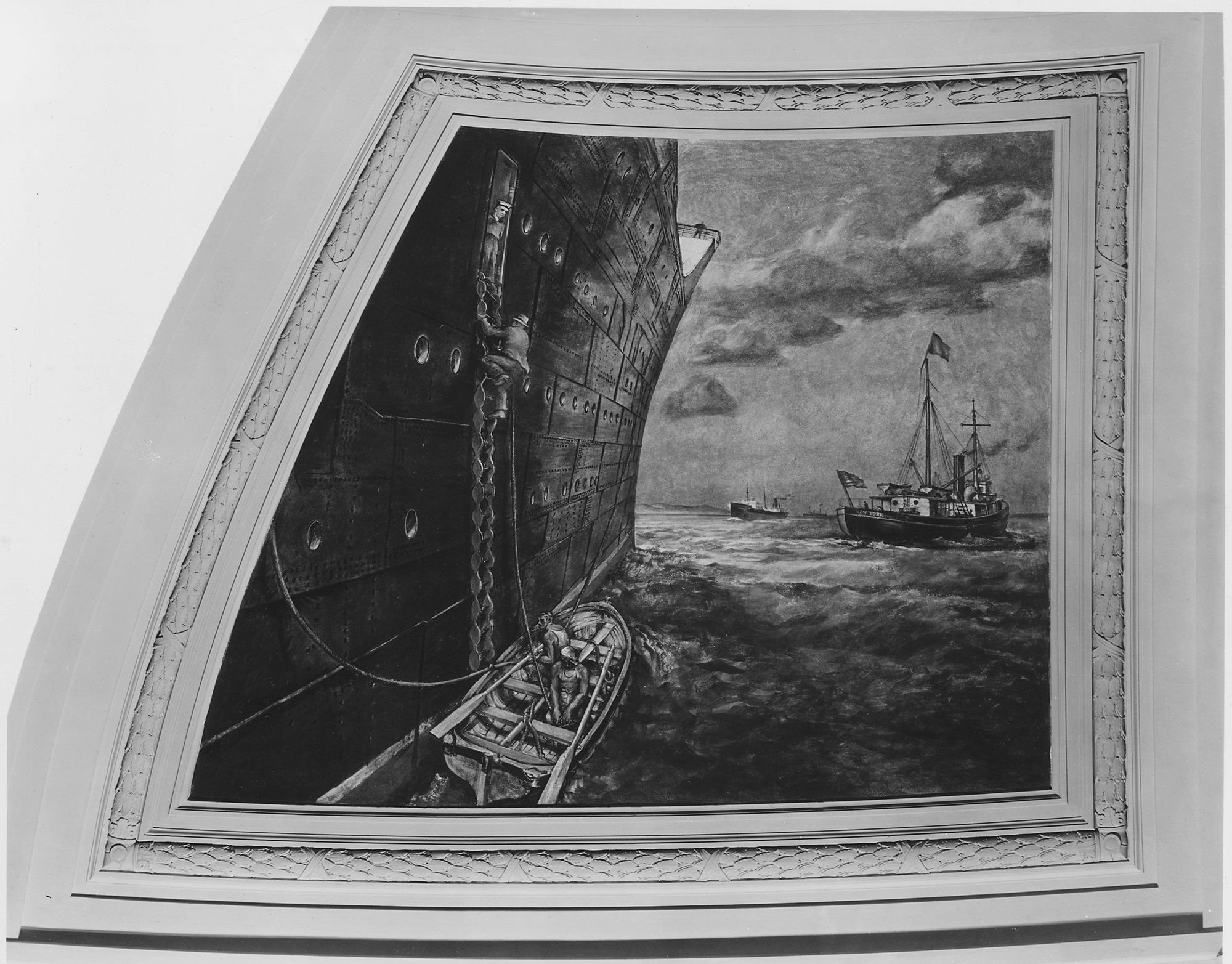
Picking Up the Pilot
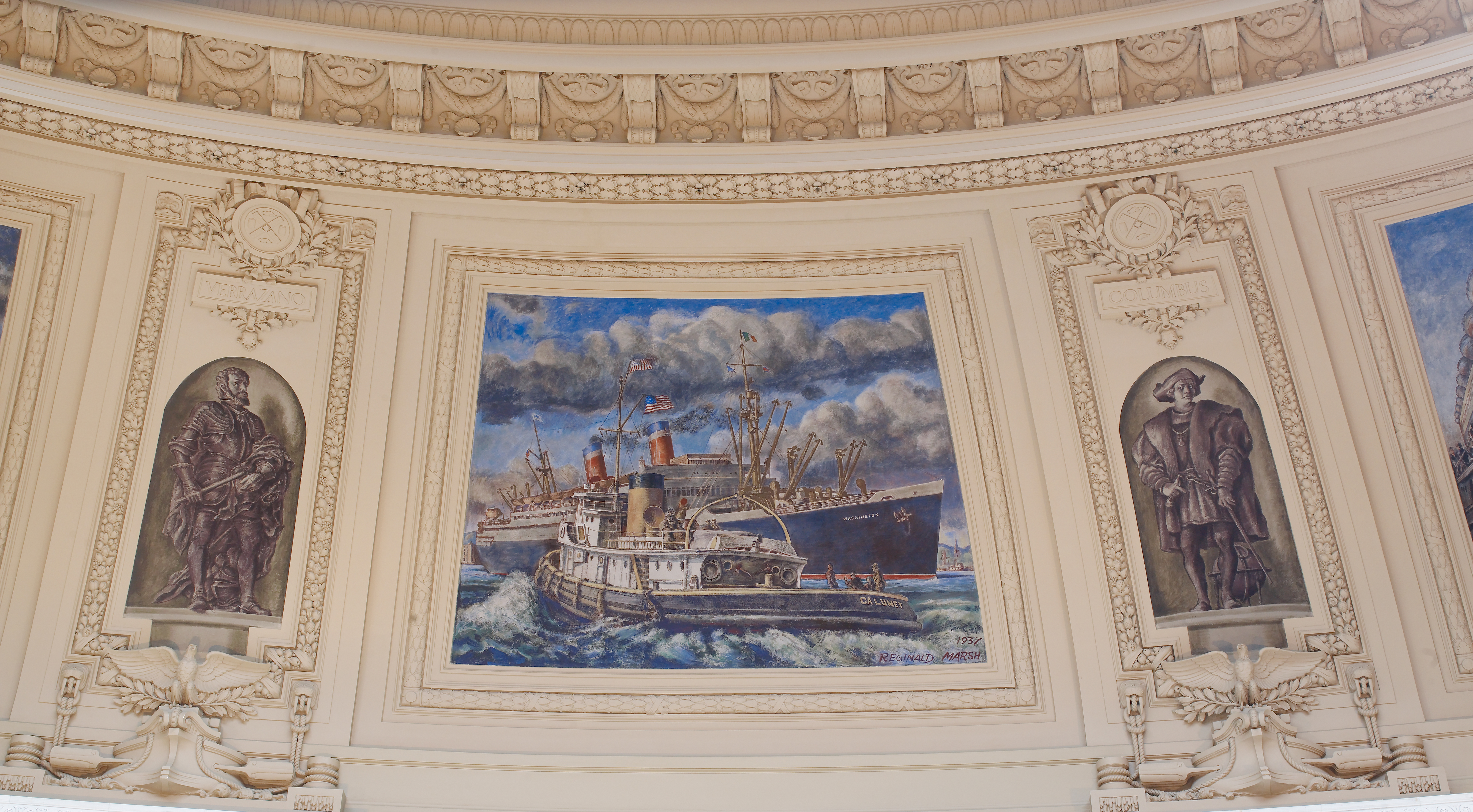
From left: Explorer Verrazano, Coast Guard Cutter Calumet Meeting the SS Washington, Explorer Columbus
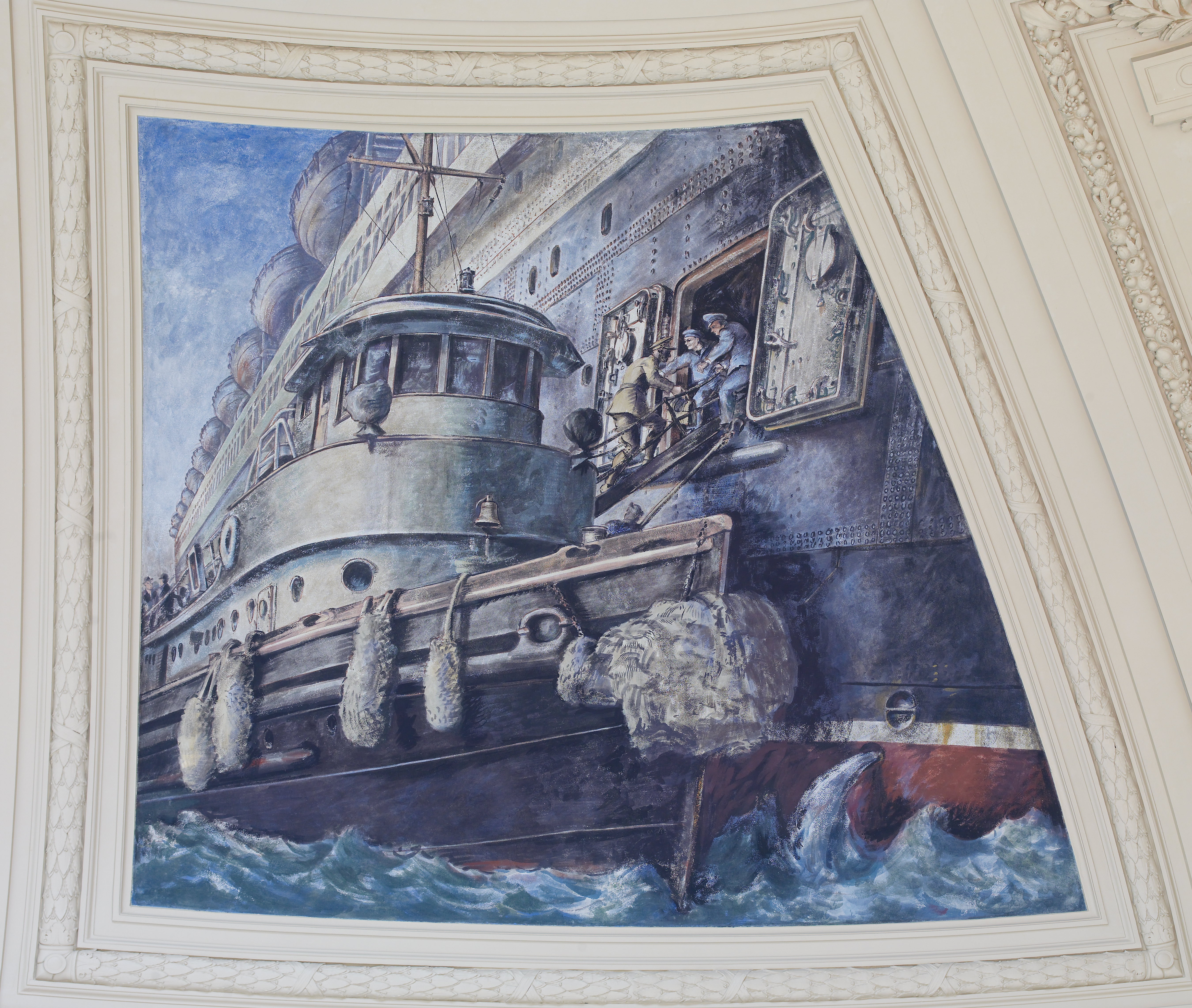
Customs Officials Boarding Liner
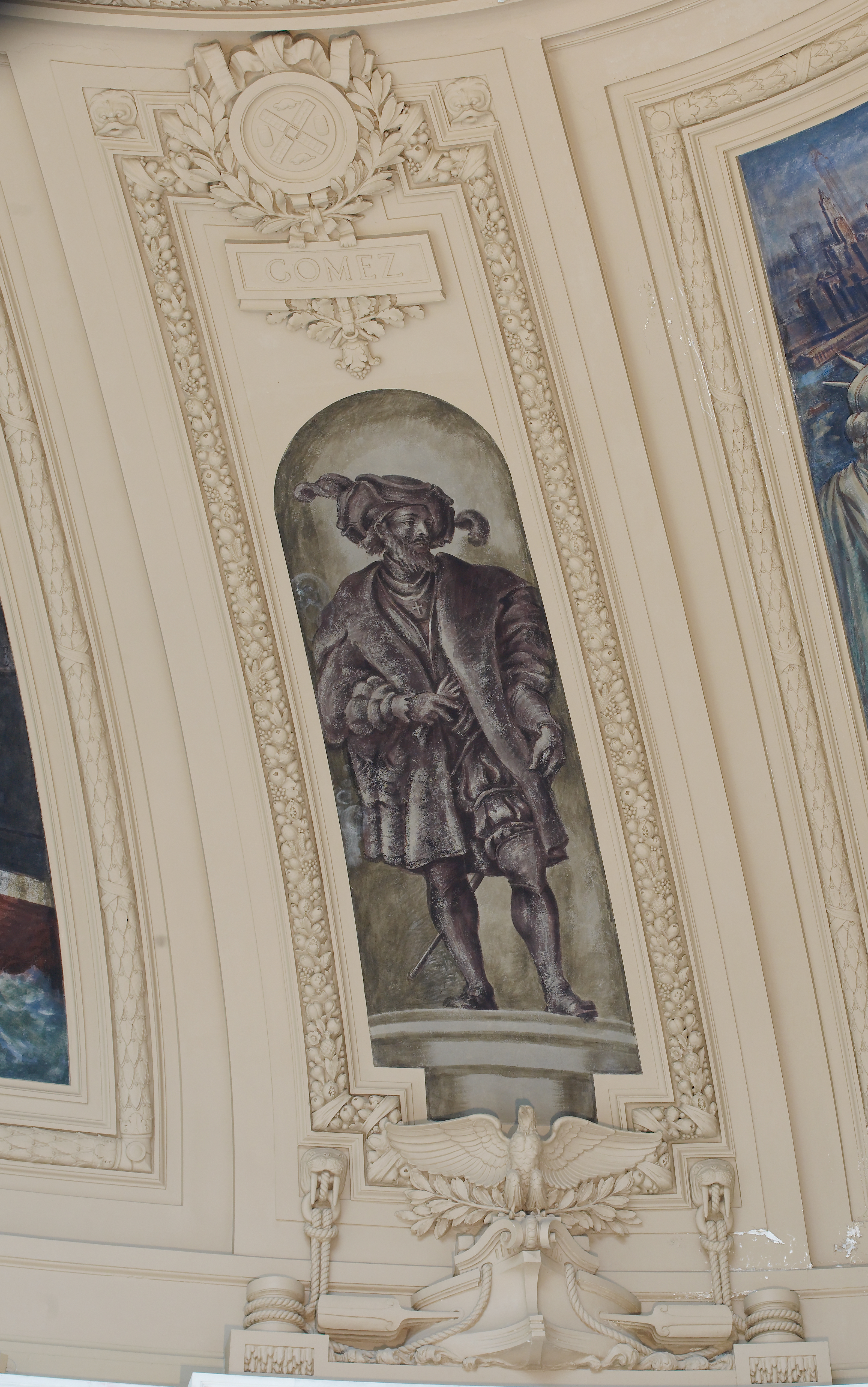
Explorer Gomez
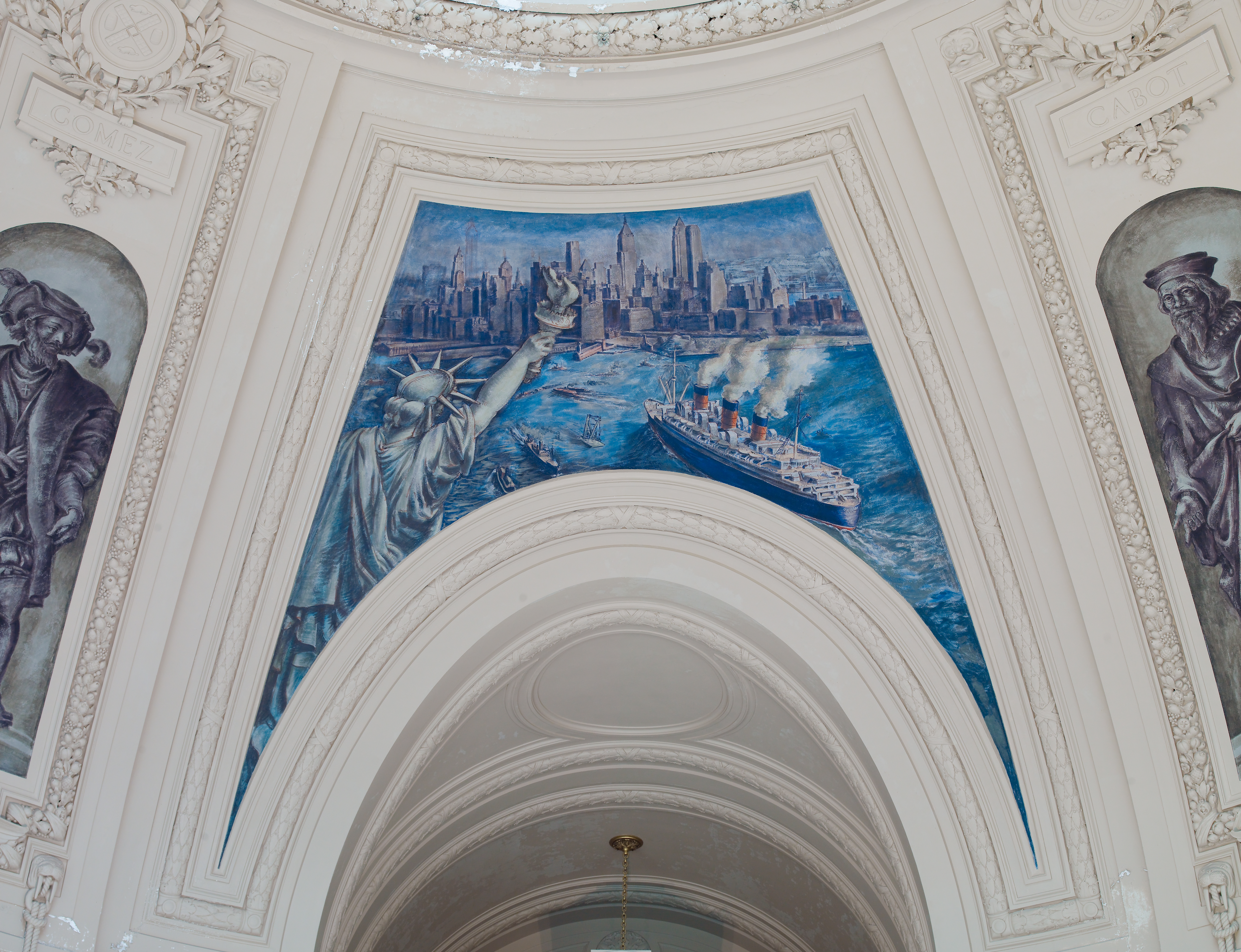
Passing the Statue of Liberty
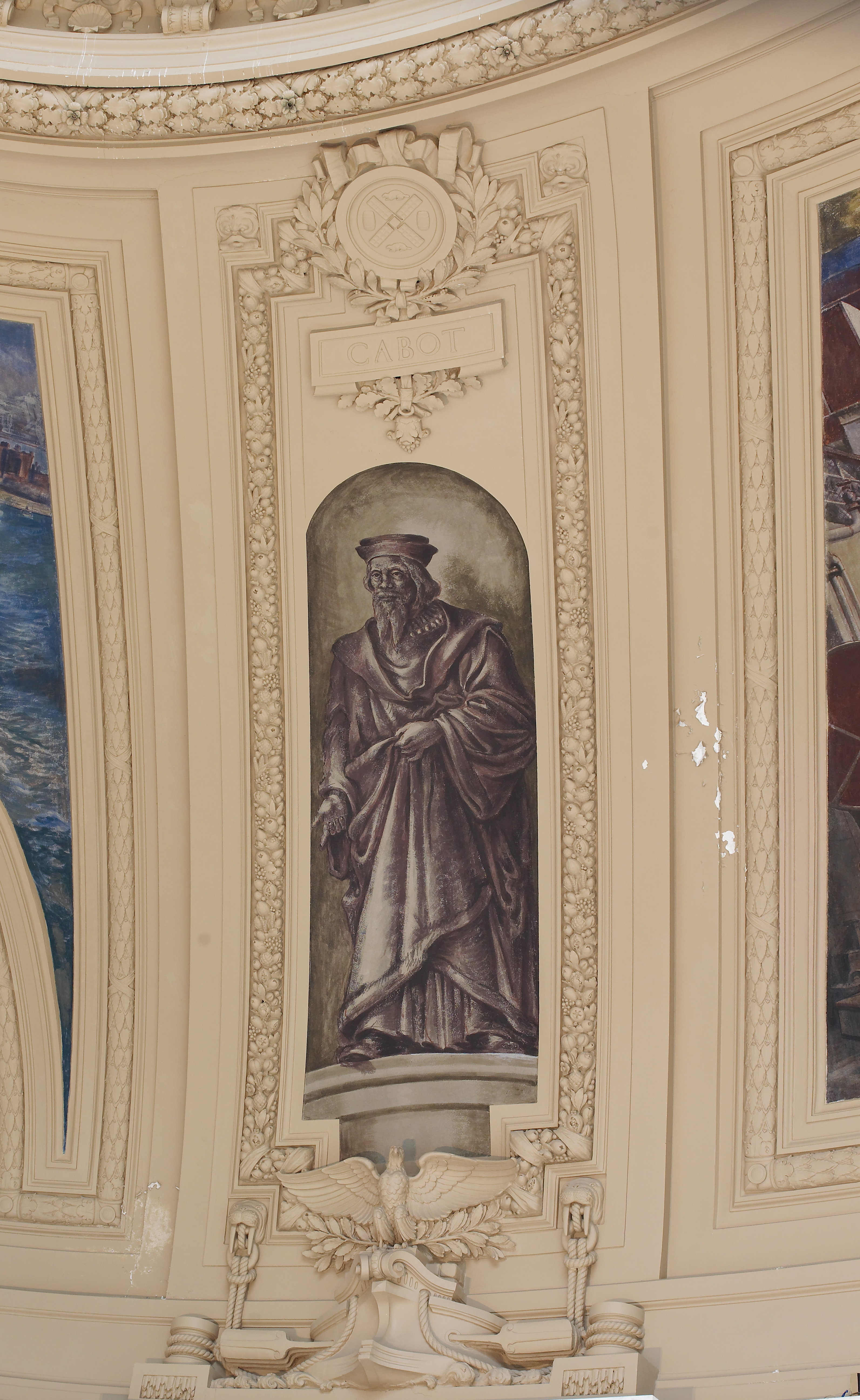
Explorer Cabot
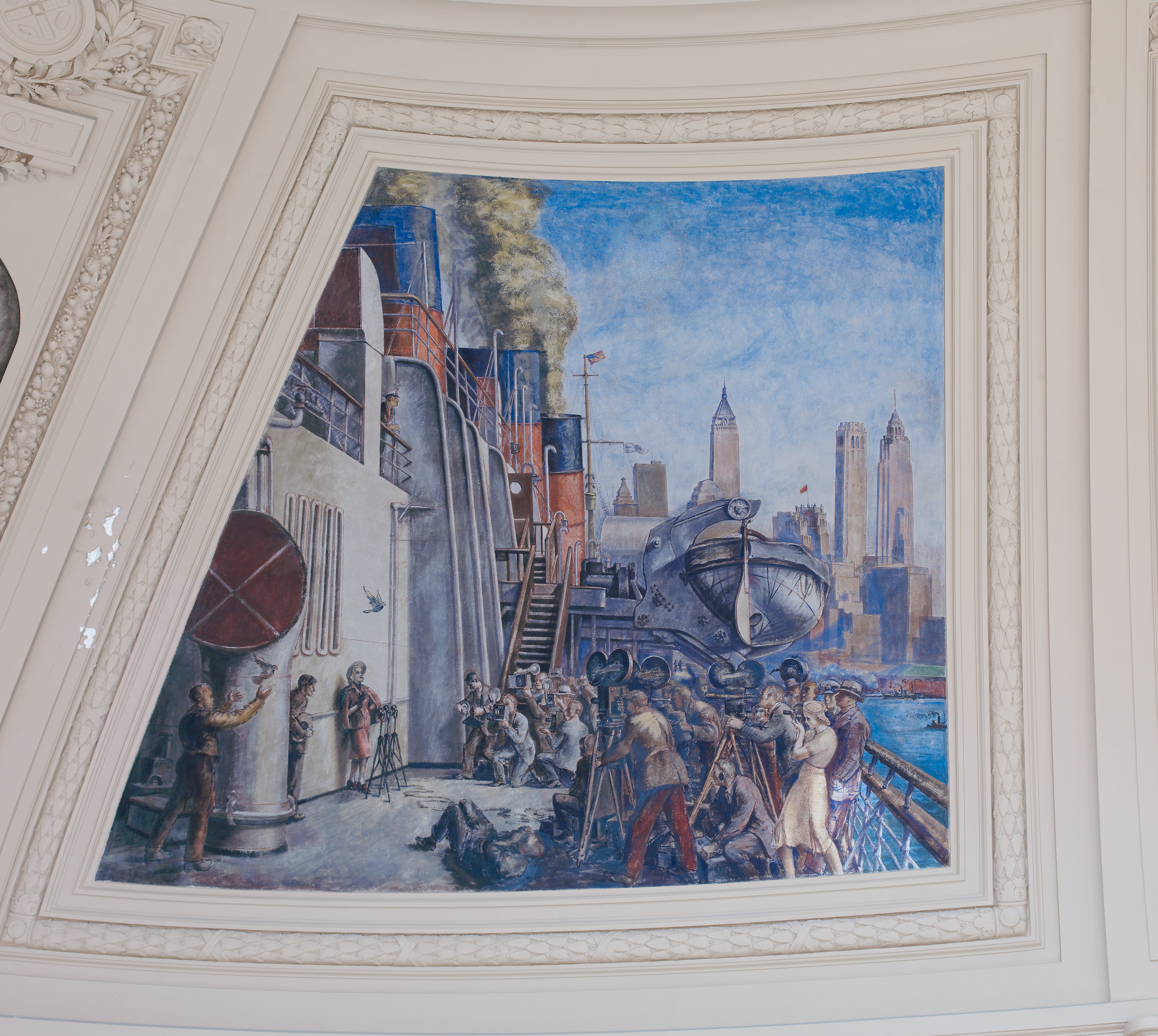
The Press Interviewing a Celebrity
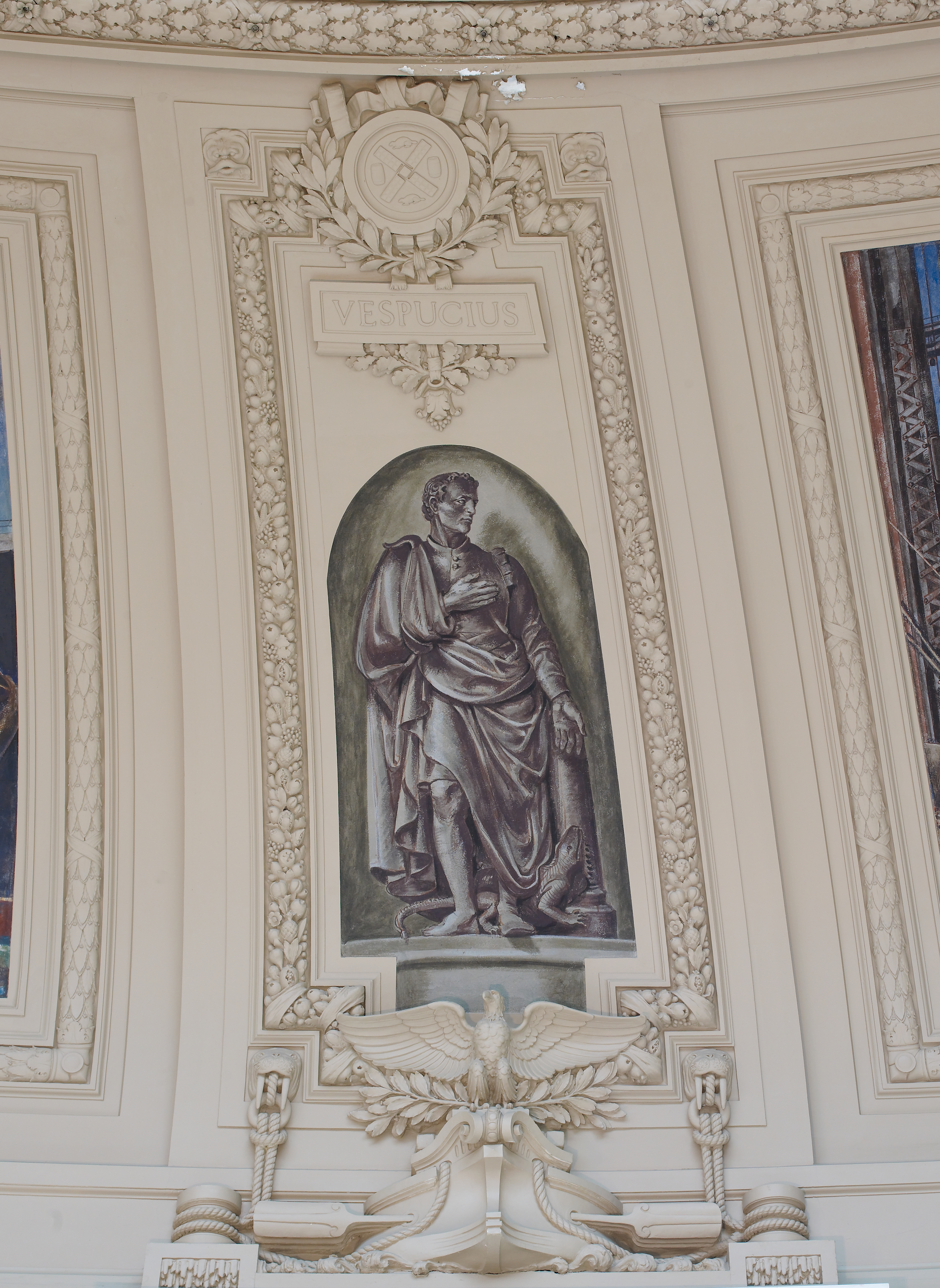
Explorer Vespucius
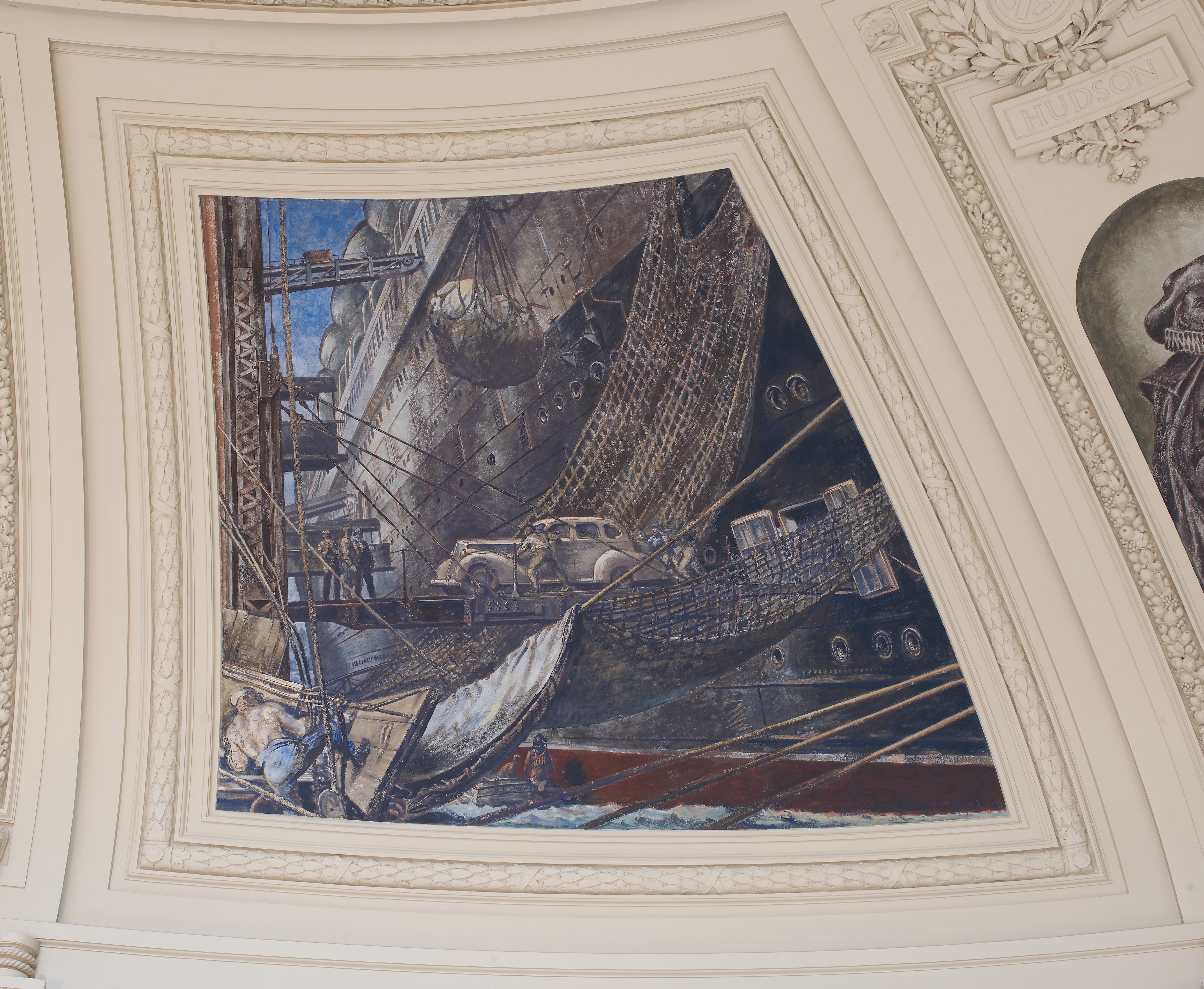
Unloading Cargo

#### Otros pisos
La altura de la planta baja es de 6 m. Cerca del extremo sur del edificio hay un espacio anteriormente utilizado por el Servicio Postal de los Estados Unidos, ubicado alrededor de un corredor oeste-este al que se accede por las calles State y Whitehall. También hay dos rampas para vehículos de reparto. La superficie del piso, los revestimientos de madera y las pilastras son de mármol, y los techos miden 5 m de altura. Cuando la oficina de correos estaba en funcionamiento, el correo llegaba a través de los muelles de entrega y se clasificaba en el sótano. Unod 557 m² de espacio de almacenamiento en la planta baja, debajo de la rotonda, se convirtieron en 2006 en el Pabellón Diker para las Artes y Culturas Nativas del Centro George Gustav Heye. Este pabellón consiste en un espacio circular ligeramente inclinado con capacidad para 400 personas, que rodea una pista de baile de arce.
Los pisos superiores tienen espacio para oficinas. La parte exterior del quinto piso se utilizó inicialmente para el almacenamiento de documentos; las ventanas son pequeñas aberturas dentro del entablamento, lo que hace que ese piso no sea apto para uso de oficina. Los techos de los pisos superiores miden entre 3,7 y 4,9 m de altura.

## Historia

El edificio Merchants' Exchange sirvió como aduana de Nueva York antes de que se construyera la aduana Alexander Hamilton.

El Servicio de Aduanas de los Estados Unidos se formó en 1789 con la aprobación de la Ley Arancelaria, que autorizó el cobro de derechos sobre las mercancías importadas. El Puerto de Nueva York fue el principal puerto de entrada para las mercancías que llegaban a los Estados Unidos en el siglo XIX y, como tal, la Aduana de Nueva York era la más rentable del país. Los impuestos de importación eran una importante fuente de ingresos para el gobierno federal antes de que se implementara un impuesto nacional sobre la renta en 1913 con la aprobación de la 16.ª Enmienda. La Aduana de Nueva York había proporcionado dos tercios de los ingresos del gobierno federal en un momento dado. Debido a que el salario del recaudador estaba ligado a los ingresos de la aduana, el recaudador de la Aduana de Nueva York ganaba más que el presidente, y el puesto era extremadamente poderoso.
La Aduana de Nueva York había ocupado varios sitios en el Bajo Manhattan antes de que se construyera la Aduana de Alexander Hamilton. La primera casa de este tipo se estableció en 1790 en South William Street. En 1799 se trasladó a la Casa de Gobierno en el sitio de Fort Amsterdam. La antigua Casa de Gobierno fue demolida en 1815, y el sitio se desarrolló más tarde con las casas de varios neoyorquinos adinerados. Mientras tanto, la aduana se trasladó a numerosos lugares; su última ubicación antes de la construcción de Alexander Hamilton Custom House fue 55 Wall Street, que había ocupado desde 1862. La ubicación de Wall Street de la aduana había sido óptima a mediados del siglo XIX porque estaba cerca de la Subtesorería en 26 Wall Street, lo que facilitaba el transporte de oro.

### Planificación y construcción
En febrero de 1888, William J. Fryer Jr., superintendente de reparaciones de los edificios del gobierno federal de Nueva York, escribió al arquitecto supervisor del Departamento del Tesoro de los Estados Unidos sobre los cuartos "viejos, húmedos, mal iluminados y mal ventilados". allá. La revista Architecture and Building calificó la carta como "digna de una investigación cuidadosa". La proximidad del edificio de Wall Street 55 a la Subtesorería ya no era ventajosa, ya que era más fácil utilizar un cheque o certificado para realizar pagos sobre los ingresos. El 14 de septiembre de 1888, el Congreso aprobó una ley que permitiría la selección del sitio para una nueva aduana y almacén de tasadores. Poco después, Fryer presentó su informe a la Cámara de Comercio del Estado de Nueva York. La Cámara dijo en 1889: "No hemos considerado seriamente la remoción de la actual Aduana propiamente dicha, ya que está bien ubicada y, si se encuentra inadecuada, puede ampliarse fácilmente para satisfacer todas las necesidades del Gobierno por un tiempo indefinido por venir."

#### Selección del sitio
Fryer recomendó Bowling Green como su primera preferencia para una nueva aduana, seguida de un sitio inmediatamente al sur, a lo largo de State Street al norte de Battery Park. En septiembre de 1889, el secretario del Tesoro, William Windom, seleccionó Bowling Green como el nuevo sitio de la aduana y el almacén del tasador. Casi de inmediato, surgieron problemas con la selección: Windom fue acusado de excederse en su autoridad al seleccionar el nuevo sitio,«In and About the City; Exceeded His Authority. More Facts About the Selection of the Bowling Green Site.» (en inglés estadounidense). 30 de octubre de 1889. ISSN 0362-4331. Archivado desde el original el 4 de abril de 2022. Consultado el 15 de abril de 2020.
</ref> los empresarios de la ciudad se opusieron a trasladar la aduana, y un juez dictaminó en 1891 que el gobierno federal no podía tomar el Sitio de Bowling Green por dominio eminente como se había propuesto hacer. A principios de 1891, ambas cámaras del Congreso de los Estados Unidos aprobaron un proyecto de ley para adquirir terrenos para una nueva aduana en Nueva York y vender el antiguo edificio
En julio de 1892, se completó una evaluación de costos para adquirir el sitio de Bowling Green. La tasación calculó que costaría 1.96 millones de dólares adquirir un terreno en Bowling Green (unos 52 millones en 2020). Aun así, en enero de 1893, no había suficiente dinero para comprar los lotes en Bowling Green. Se suponía que los arrendatarios y terratenientes recibirían 2,1 millones (unos 56 millones en 2020), pero solo había 1.5 millones disponibles (unos 40 millones en 2020). El proyecto de ley de 1891 había permitido hasta 2 millones para la adquisición de terrenos y requería que el edificio anterior se vendiera por al menos 4 millones. Como tal, no se avanzó hasta 1897, cuando se propuso una nueva asignación. Los desembolsos propuestos que habrían ido a parar a los terratenientes permanecieron en el Tesoro. Se eligió un sitio alternativo en West Village para el almacén del tasador.

#### Competencia y adquisición de sitios
El escritor de arquitectura Donald Reynolds escribió que la nueva aduana debía ser lo más moderna posible, con "un estilo arquitectónico que encarnara la tradición del servicio de aduanas, el gobierno federal y los Estados Unidos con la última tecnología de construcción". La Ley Tarsney, aprobada en 1893, permitió que el Arquitecto supervisor organizara un concurso para contratar arquitectos privados para diseñar edificios del gobierno federal. Sin embargo, la ley no entró en vigor hasta que el secretario del Tesoro, Lyman J. Gage, asumió el cargo en 1897. Además, fue difícil para el gobierno federal vender el antiguo edificio por el precio requerido de 4 millones de dólares (unos 106 millones en 2020). El nuevo edificio de la Aduana de Nueva York fue solo el cuarto edificio construido bajo la Ley Tarsney.
Los funcionarios del Partido Republicano deseaban tener el privilegio exclusivo de gastar cantidades inmensas en el nuevo edificio de aduanas. Originalmente, la Cámara de Comercio y muchos intereses comerciales abogaron por erigir una nueva aduana en el sitio de Wall Street, a pesar de que tenía menos de la mitad del tamaño del sitio propuesto de Bowling Green. En 1897, el senador Thomas C. Platt y el representante Lemuel E. Quigg, ambos republicanos, propusieron proyectos de ley en el Senado y la Cámara de los Estados Unidos para construir una nueva aduana en Wall Street, y el proyecto de ley de Platt pedía una comisión de cinco personas para supervisar el proceso. Los proyectos de ley murieron al final del 54.º Congreso de los Estados Unidos en marzo de 1897. En febrer del año siguiente, durante el 55.º Congreso, Platt y Quigg propusieron proyectos de ley para adquirir el sitio de Bowling Green, aportando 5 millones de dólares (unos 136 millones en 2020) para adquisición de terrenos y construcción. La Cámara y el Senado aprobaron los proyectos de ley de Bowling Green en marzo de 1899. En ese momento, la mayoría de las estructuras en el sitio eran casas de tres pisos utilizadas por oficinas de barcos de vapor; en abril, se habían hecho acuerdos con la mayoría de los 16 terratenientes. El gobierno federal desembolsó 2.2 millones (unos 59 millones en 2020) a los propietarios de terrenos en el sitio de Bowling Green ese junio. Dos meses después, la antigua Aduana se vendió por 3,21 millones (unos 87 millones en 2020).
Veinte empresas fueron invitadas en mayo de 1899 a presentar diseños a la competencia bajo los términos de la Ley Tarsney. El gobierno estipuló que cualquier plan consistiera en un sótano a nivel del suelo y hasta seis pisos, así como un patio de luces orientado al sur sobre el tercer piso. Se nombró un comité de tres hombres para revisar las presentaciones. En septiembre de 1899, había dos finalistas: la firma Carrere & Hastings de Nueva York y el arquitecto de Minnesota Cass Gilbert. Después de que fracasara un plan para que los dos finalistas colaboraran, el arquitecto supervisor James Knox Taylor eligió a Gilbert, quien había sido su socio en la firma de arquitectura Gilbert & Taylor en Saint Paul. La selección de Gilbert fue controvertida y atrajo la oposición de Platt y varios otros grupos. Parte de la oposición se centró en que este era un "occidental" que acababa de llegar a Nueva York, y varios opositores plantearon dudas sobre la competencia del jurado. Después de que Gage certificara la selección de Gilbert en noviembre de 1899, la oposición disminuyó significativamente.

#### Construcción y apertura

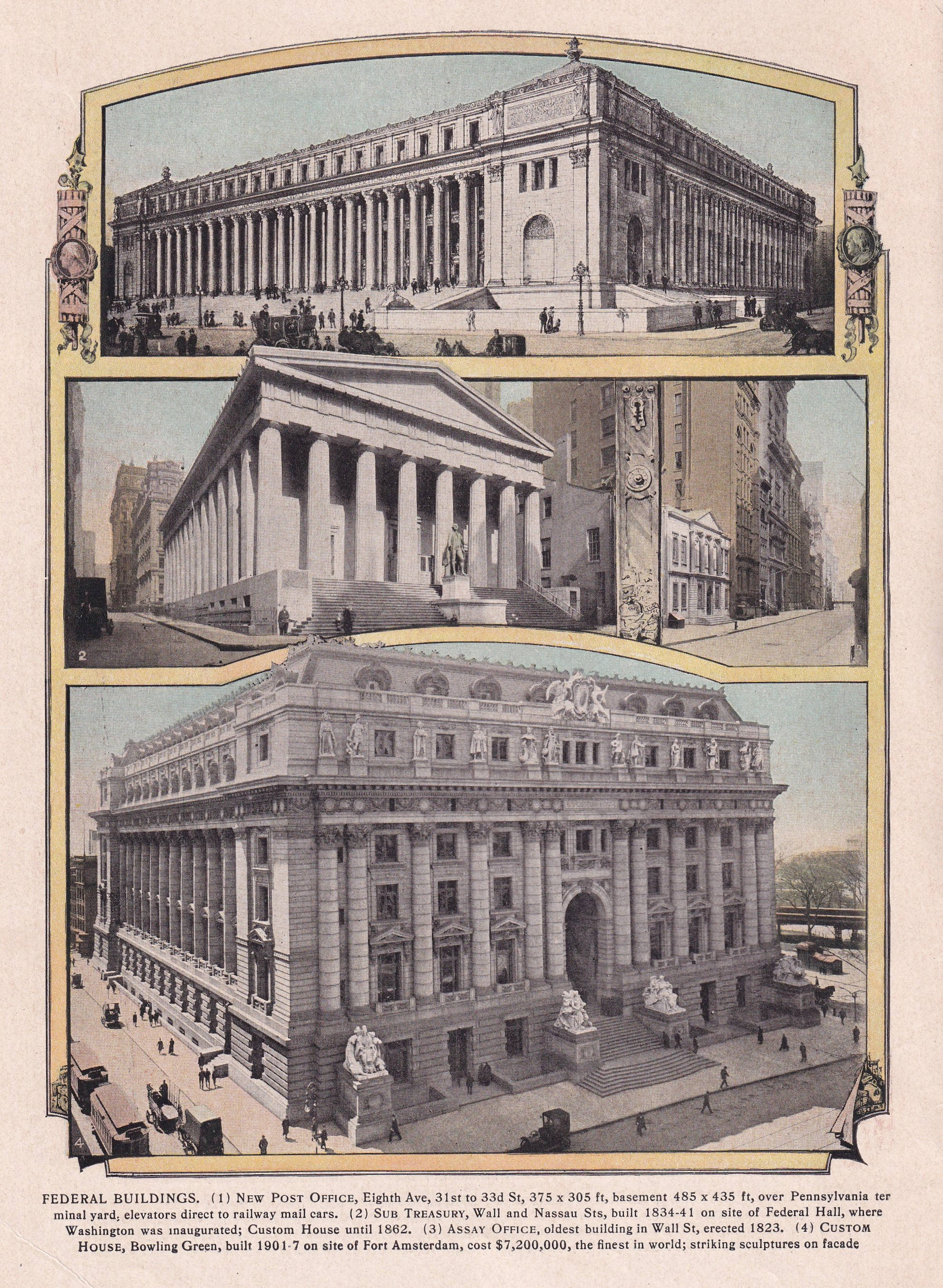
La Aduana como se muestra en 1910

La demolición de los edificios existentes en el sitio comenzó en febrero de 1900, y en agosto de ese año se estaban realizando perforaciones de prueba para la construcción de los cimientos de la nueva Aduana. Isaac A. Hoppes recibió un contrato para tal trabajo el mismo diciembre. El sitio fue excavado a una profundidad de 8 m, y unos 62 296 960 L de escombros. El New-York Tribune calificó el sitio como "el agujero más grande que jamás se haya hecho en esta ciudad sobre el cual erigir un edificio". En diciembre de 1901, el gobierno federal aceptó la oferta del contratista John Peirce para erigir el primer piso del edificio Custom House. A la espera de nuevas apropiaciones, el resto del edificio también sería construido por Peirce. En ese momento, solo había 3 millones de dólares presupuestados para la finalización de la Aduana (unos 77 millones en 2020). En noviembre siguiente, se autorizó a Peirce a completar las historias restantes, después de otros 1,5 millones (unos a 38 millones en 2020) para continuar con la construcción.
La primera piedra se colocó el 7 de octubre de 1902, en una ceremonia a la que asistió la secretaria del Tesoro, Leslie M. Shaw. Después de un desfile de teletipos por Broadway, la piedra angular, llena de recuerdos y artefactos contemporáneos, se colocó en la esquina noreste del sitio. La construcción de la nueva Aduana se retrasó debido a la burocracia gubernamental, mientras que el trabajo en edificios privados comparables cercanos avanzó más rápidamente. La lentitud de la construcción se atribuyó a varias razones, como trabajos simultáneos realizados por los contratistas del edificio, escasez de dinero y falta de suministros. No obstante, la inminente finalización del edificio provocó el desarrollo de otros sitios cercanos. Según los informes de Pierce, la Aduana estaba completa en un 70 por ciento en febrero de 1905. Ese septiembre, se contrató a J. C. Robinson para amueblar el interior. Con un costo final propuesto de 4.5 millones de dólares (aproximadamente 100 millones en 2020), iba a ser más caro que cualquier otro edificio público en Nueva York, excepto el Tweed Courthouse.
Una sucursal del Servicio Postal de los Estados Unidos se mudó al lado de Bridge Street de la planta baja del edificio en julio de 1906, convirtiéndose en el primer inquilino en ocupar el edificio. El mismo año se destinaron 465 000 dólares adicionales para la terminación del edificio (unos 10 millones en 2020). En septiembre de 1907, la Aduana estaba lista para abrir. Al mes siguiente, el edificio se declaró terminado formalmente y los contratistas lo entregaron al gobierno federal. En ese momento, la mayoría de los muebles internos no se habían agregado. El Servicio de Aduanas de los Estados Unidos trasladó sus oficinas a Bowling Green el 4 de noviembre de 1907.

### Primeros años (Servicio de Aduanas)

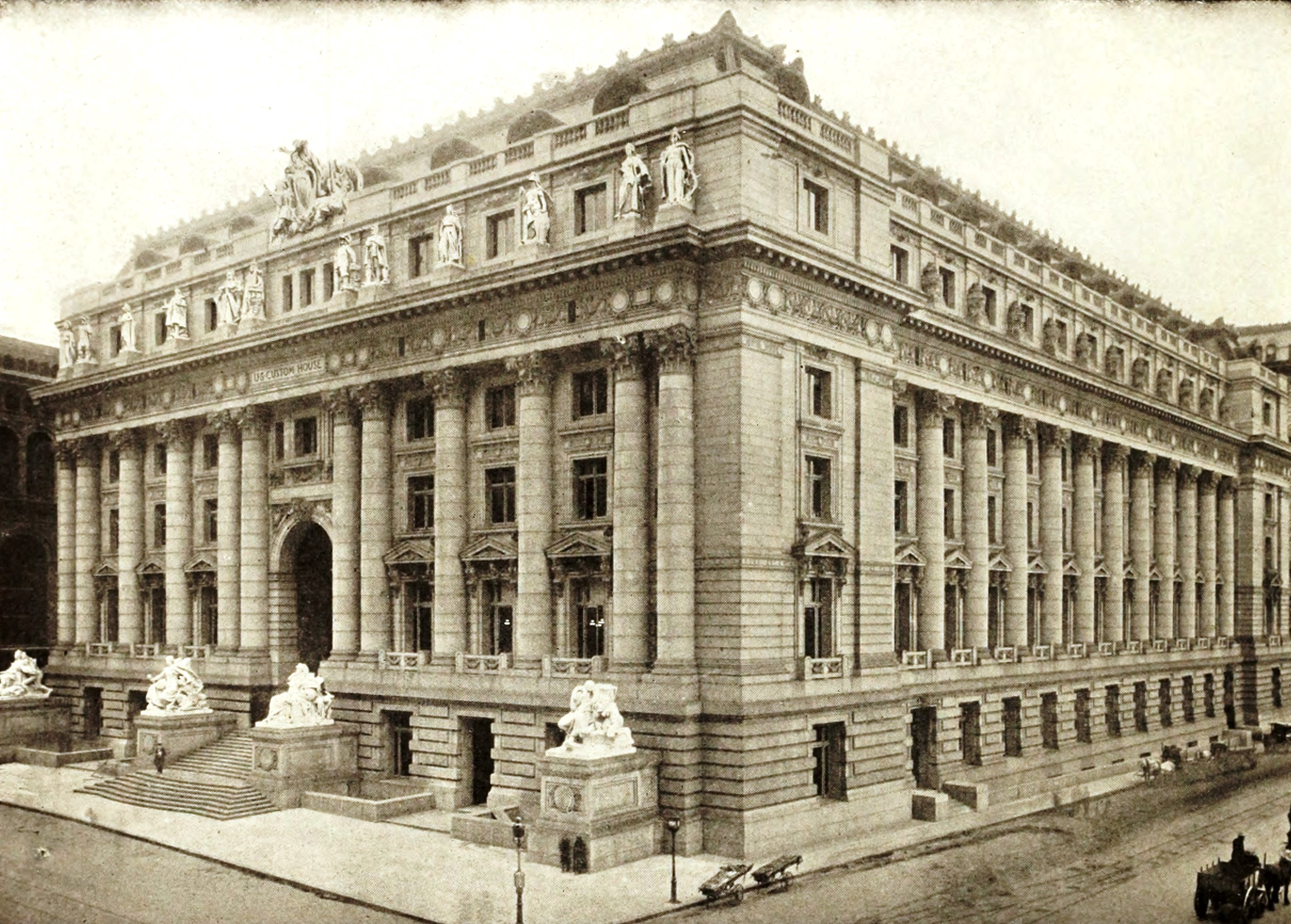
La Aduana en 1912

Tras la reubicación del Servicio de Aduanas a la Aduana, otras agencias gubernamentales con oficinas en Nueva York, como la Oficina Meteorológica, también se trasladaron a la Aduana de Bowling Green. Para 1908, la Aduana estaba totalmente ocupada por estas otras agencias, ya que el arquitecto jefe del Tesoro había asignado espacio a otros departamentos sin consultar con el recaudador. Al año siguiente, la Cámara de Representantes aprobó la instalación de un sistema de tubos neumáticos para que Correos y Aduanas pudieran enviar paquetes al almacén del tasador. En 1918, tras la entrada de Estados Unidos A la Primera Guerra Mundial el año anterior, se ordenó a Gilbert que eliminara todas las referencias a Alemania de las esculturas de la Aduana, ya que Alemania era una de las potencias centrales contra las que luchaba Estados Unidos. En consecuencia, la insignia alemana en la estatua de Germania del entablamento fue reemplazada por las de Bélgica. Al año siguiente, la Agencia de Pasaportes se mudó al edificio.
En 1937, durante la Gran Depresión, el Proyecto de Arte en Relieve del Tesoro (con fondos y asistencia de la Administración de Proyectos de Obras) encargó un ciclo de murales para la rotonda principal de Reginald Marsh. El techo de la rotonda había sido de yeso blanco sin decoración cuando se erigió el edificio por primera vez. Para 1940, los funcionarios pedían que se renovara la Aduana. El entonces recaudador Harry M. Durning solicitó al Congreso al menos 190 000 dólares, diciendo que "los hombres [se estaban] cayendo de sillas antiguas, y [...] nuestros valiosos registros y documentos actuales apilados en escritorios y archivados incorrectamente en gabinetes y estanterías decrépitos ". De 1914 a 1956, Bowling Green Custom House también incluyó una oficina regional de impuestos, donde las empresas y los residentes en Manhattan al sur de la calle 34 tenían que pagar sus impuestos.

### Uso posterior

#### Decadencia y restauración

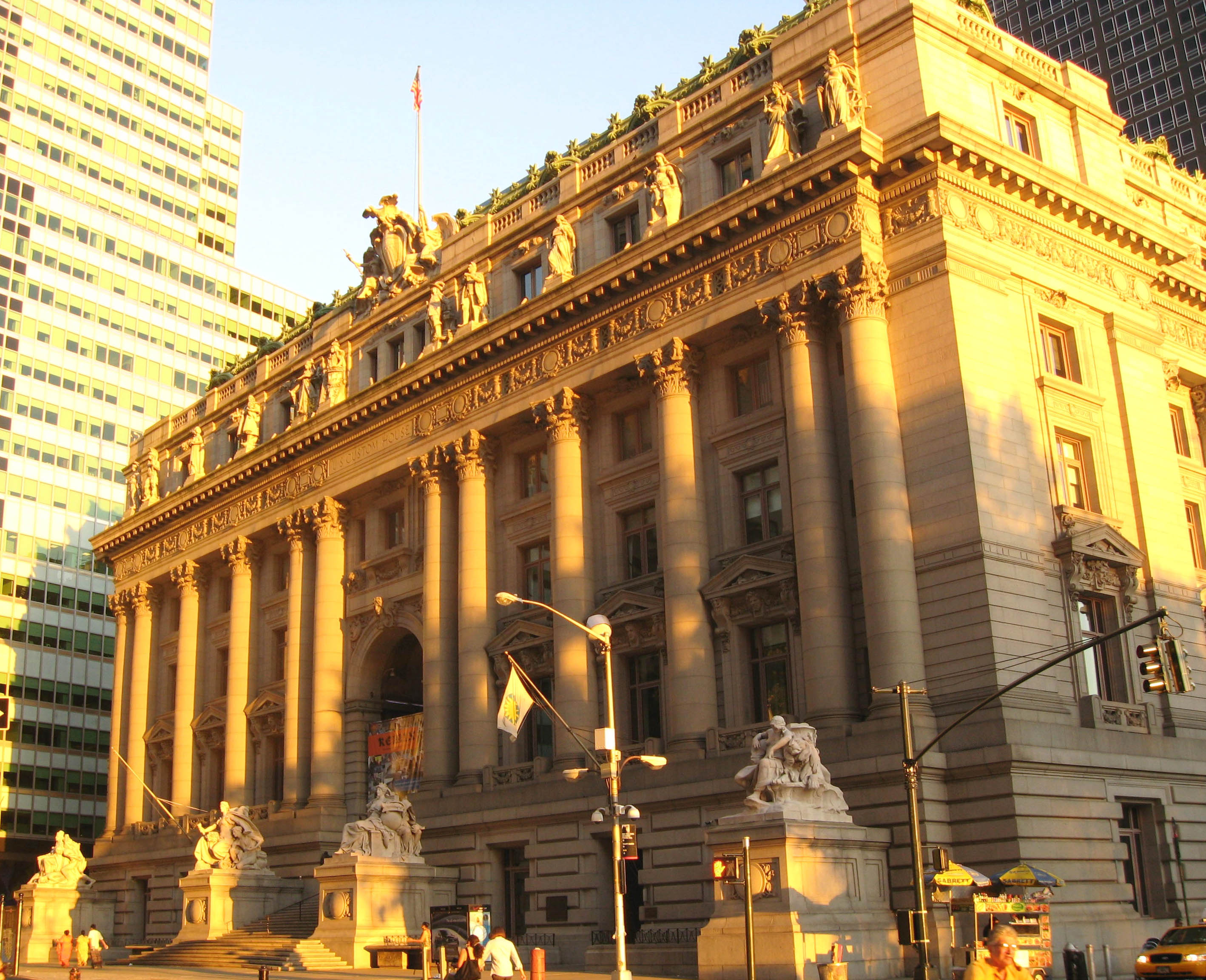
Visto al atardecer, septiembre de 2008

Ya en 1964, el Servicio de Aduanas de los Estados Unidos consideró mudarse al World Trade Center, que estaba en construcción. El Servicio de Aduanas firmó un contrato de arrendamiento a largo plazo con la Autoridad Portuaria de Nueva York y Nueva Jersey en Six World Trade Center en 1970. El Servicio de Aduanas se mudó en 1973. En ese momento, la Aduana de Nueva York tenía 1375 empleados, y se calculó que el terreno debajo del edificio valía entre 15 y 20 millones de dólares (entre 68 y 91 millones en 2020). La Administración de Servicios Generales (GSA) adquirió Bowling Green Custom House después de la reubicación del Servicio de Aduanas.
A partir de 1974, la Aduana estuvo vacía y diferentes partes del edificio cayeron en varios estados de deterioro. Los murales del techo de Marsh y la sala del comisionado permanecieron relativamente intactos, pero había pintura descascarada en otras oficinas y crecían malas hierbas en las estatuas del exterior. La organización sin fines de lucro Custom House Institute se fundó en 1974 para preservar el edificio; al año siguiente, el gobierno federal lo declaró como propiedad "excedente", poniéndolo así a disposición del gobierno de la ciudad. El arquitecto I. M. Pei sugirió convertir los pisos superiores en espacio de oficinas, mantener abierta la rotonda del segundo piso y convertir el primer piso para uso comercial. Esto no sucedió, y el Custom House Institute ocupó el primer piso mientras la GSA limpiaba la fachada; los seis pisos superiores permanecieron sin uso. Estos pisos rara vez estaban abiertos al público, excepto en eventos especiales. Estos incluyeron el bicentenario de los Estados Unidos en 1976, un programa de arte de verano en 1977, y otra exhibición de arte en 1979.
La GSA calculó en 1977 que costaría 24 millones de dólares renovar la Aduana de Bowling Green (unos 82 millones en 2020). La preservación del edificio fue impulsada por el senador estadounidense Daniel Patrick Moynihan, quien dio a los representantes de la Cámara de Representantes de los Estados Unidos un recorrido por el edificio para convencerlos de que financiaran su renovación. En 1979, en parte debido a su defensa, el Congreso aprobó un presupuesto de 26,5 millones de dólares para la renovación, incluida la restauración de los murales de Marsh. La GSA recibió una solicitud de propuestas en 1983, solicitando inquilinos para 7154 m² en la Aduana. Seis planes para la reutilización del edificio se presentaron a la Junta Comunitaria de Manhattan 1 en agosto de 1984. Entre ellos, dos planes se consideraron con mayor seriedad: uno para un museo del Holocausto y el otro para un centro cultural y educativo con un museo transatlántico, restaurantes y teatros. De estos, los miembros de la junta comunitaria estaban abrumadoramente a favor del centro cultural y educativo, mientras que los grupos judíos preferían el museo del Holocausto. La propuesta del museo del Holocausto fue seleccionada en octubre de 1984. El Museo de la Herencia Judía, como se conocería al museo, aceptó un sitio alternativo cercano en Battery Park City dos años después, después de que los conservacionistas dijeran que sería "inapropiado" que dicho museo estuviera ubicado en la Aduana.

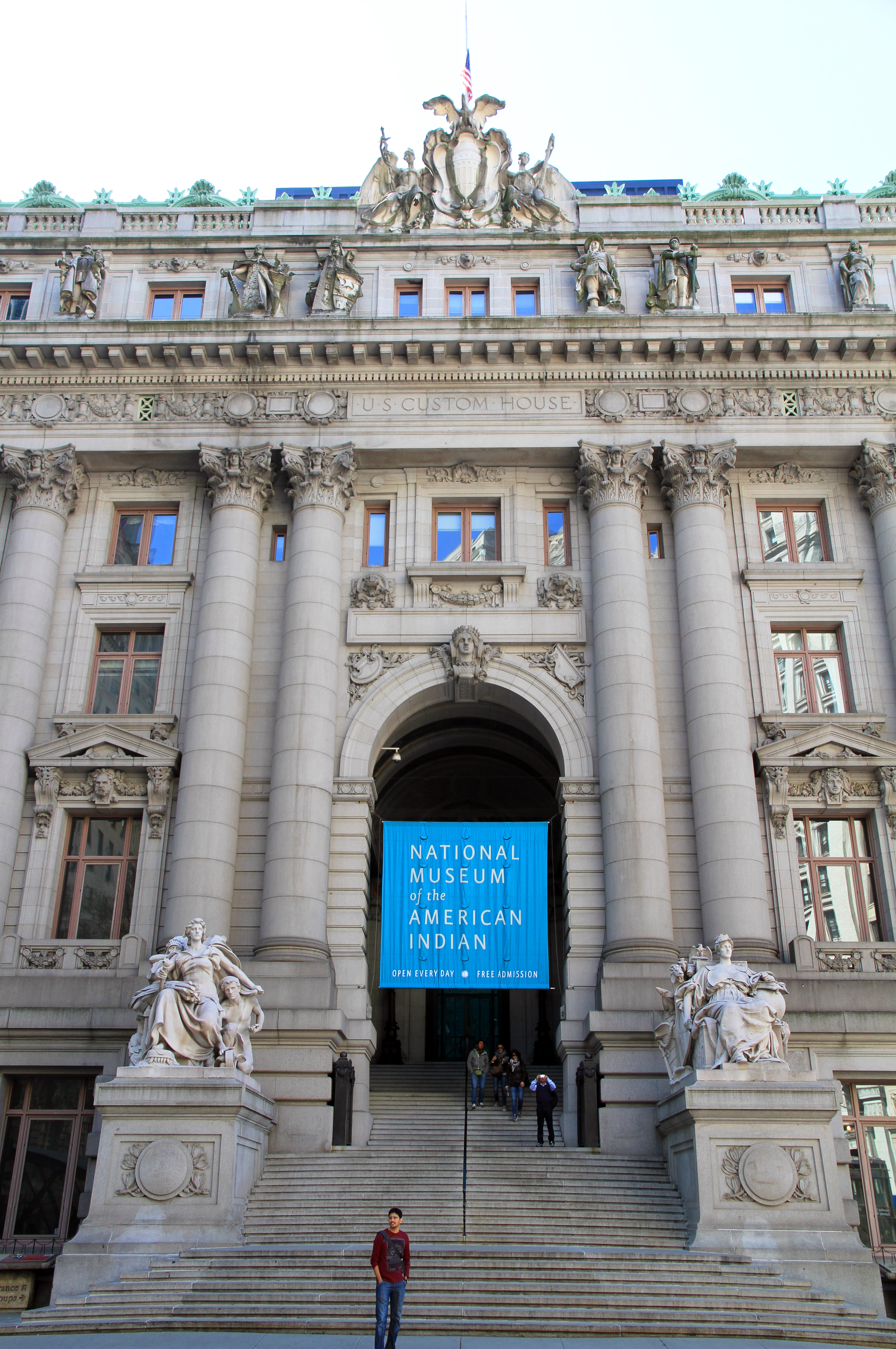
Entrada principal, vista en 2013

Una renovación por 18.3 millones de dólares (unos a 39 millones en 2020) comenzó en agosto de 1984. Se limpiaron, restauraron y conservaron los espacios exteriores e interiores ceremoniales. El antiguo espacio de oficinas se renovó para salas de audiencias federales y oficinas auxiliares; alquiler de oficinas y salas de reuniones; y un auditorio de 350 asientos. También se mejoraron los sistemas de seguridad contra incendios, seguridad, telecomunicaciones y calefacción, ventilación y aire acondicionado del edificio. Ehrenkrantz y Eckstut Architects se hicieron cargo del proyecto.

#### Como museo
A principios de 1987, Moynihan proponía una legislación que entregaría el edificio al Museo del Indio Americano (más tarde el Centro George Gustav Heye), que en ese momento ocupaba Audubon Terrace en el Alto Manhattan. Esto provocó la oposición de la American Indian Community House, que deseaba ocupar una parte de la Aduana, y argumentó que el museo estaba dirigido principalmente por no indios. En ese momento, el Museo del Indígena Americano deseaba reubicarse porque sus instalaciones en el Alto Manhattan eran insuficientes, y la Aduana se ofrecía como una alternativa para la posible reubicación del museo en Washington D. C. Senador estadounidense Daniel Inouye introdujo la Ley del Museo Nacional de los Indios Americanos el mes siguiente, lo que habría llevado la colección a Washington D. C., en cambio. Se llegó a un compromiso en 1988, en el que el Smithsonian construiría su propio museo en Washington D. C. El Smithsonian también adquiriría la colección Heye, que continuaría operando en Nueva York en Custom House. La ley fue aprobada en 1989.
En 1990, el edificio recibió el nombre oficial de Alexander Hamilton, el primer Secretario del Tesoro, por ley del Congreso. El Centro George Gustav Heye del Museo Nacional del Indio Americano se inauguró en la Aduana en octubre de 1994. En ese momento, la mayor parte del espacio había estado cerrado durante 20 años. El Heye Center ocupaba los tres pisos inferiores, mientras que el Tribunal de Quiebras de los Estados Unidos para el Distrito Sur de Nueva York ocupaba dos pisos adicionales. Los otros dos pisos estaban desocupados y no habían sido renovados, pero la GSA planeó renovar los pisos vacíos.

El museo y el edificio no sufrieron daños en su mayoría por los ataques del 11 de septiembre de 2001, pero los escombros en el aire del colapso del World Trade Center tuvieron que ser retirados de algunos de los espacios interiores. Las áreas de exhibición y acceso público del Heye Center originalmente ocupaban un total de aproximadamente 1858 m². El museo se amplió a parte de la planta baja en 2006. Seis años más tarde, las oficinas de la Administración Nacional de Archivos y Registros en Nueva York se trasladaron a la Aduana. A 2022, la Oficina de Aduanas y Protección Fronteriza es propietaria de la Aduana.

## Recepción y designación como hito
Gilbert afirmó que durante el proceso de diseño, se sugirió una cúpula alta para convertir el edificio en un "hito", pero que "esto destruiría por completo las proporciones del edificio per se y, como cuestión de plan, perjudicaría gravemente su funcionalidad práctica". utilidad". Gilbert sugirió que un 122 m la torre de almacenamiento sería más apropiada si se necesitara un "hito", pero tal torre "aumentaría considerablemente el costo".
Desde el principio, Alexander Hamilton Custom House se distinguió arquitectónicamente de otros edificios de la zona. The New York Times dijo en 1906 que "es la unidad de idea encarnada en la nueva Custom House y reforzada por la riqueza de la escultura con la que está adornada, más que su mero costo, lo que le da al edificio su valor único". Un editorial del Times del mismo año decía que, a pesar de la renuencia inicial del gobierno federal a decorar lujosamente la Aduana, "pocos recuerdan el dinero invertido en piedra, ladrillos y mortero; disfrutan de los toques finales en el interior en los que no se desperdiciaron millones". The Wall Street Journal escribió en 1914 que la Aduana "representa al Gobierno nacional en sus bases económicas y vida financiera".
La aclamación de la crítica por el edificio continuó en las décadas posteriores a su finalización. El escritor de arquitectura Henry Hope Reed Jr. consideró a Custom House en 1964 como "el mejor edificio público de Nueva York". Cuando el Servicio de Aduanas se mudó en 1973, Ada Louise Huxtable escribió que la "cuadrícula funcional y sin rasgos distintivos" del 6 World Trade Center contrastaba con el "esplendor" de la Aduana Alexander Hamilton. El escritor de arquitectura Robert A. M. Stern declaró en su libro de 1983 New York 1900 que Custom House y la estación de inmigración de Ellis Island fueron las dos estructuras que reforzaron el papel de Nueva York como "la principal metrópolis estadounidense, representativa del papel de Estados Unidos en el mundo".

La Aduana fue una de las primeras designaciones de la Comisión de Preservación de Monumentos Históricos de la Ciudad de Nueva York, convirtiéndose en un monumento exterior oficial en octubre de 1965, seis meses después de la fundación de la comisión. En el momento de la designación exterior, la comisión dijo que "en algún momento en el futuro este edificio puede estar en peligro", ya que el gobierno federal había dudado si la Aduana debería convertirse en un hito de la ciudad. El interior de Custom House también fue designado monumento oficial de la ciudad en enero de 1979. El edificio fue incluido en el Registro Nacional de Lugares Históricos en 1972, la designación cubre tanto su exterior como sus espacios interiores públicos. El sitio también fue declarado Monumento Histórico Nacional en 1976. En 2007, fue designado como propiedad contribuyente al distrito histórico de Wall Street, un distrito NRHP.